# Kanselmisdrijf
Het kanselmisdrijf is de strafbaarstelling in België van geestelijken die tijdens de eredienst met woorden het overheidsgezag aanvallen. De officieuze benaming verwijst naar de kansel in kerken. Het misdrijf is in onbruik. Mocht op deze grond nog een vervolging worden ingesteld, zou er waarschijnlijk geen veroordeling volgen wegens strijdigheid met het Europees Verdrag voor de Rechten van de Mens.

## Wetgeving
Het misdrijf wordt omschreven door artikel 268 van het Belgisch Strafwetboek:
Met gevangenisstraf van acht dagen tot drie maanden en met geldboete van zesentwintig euro tot vijfhonderd euro worden gestraft de bedienaren van een eredienst die in de uitoefening van hun bediening door woorden, in openbare vergadering gesproken, de Regering, een wet, een koninklijk besluit of enige andere handeling van het openbaar gezag rechtstreeks aanvallen.
Deze bepaling dateert uit 1867 en gaat terug op artikel 201 van het Napoleontische Strafwetboek van 1810. Ze wil vermijden dat pastoors of andere geestelijken misbruik zouden maken van hun moreel gezag om kritiek te uiten op het overheidsbeleid. Uit de 19e-eeuwse rechtspraak blijkt dat het kanselmisdrijf als een politiek misdrijf wordt opgevat wanneer de bekritiseerde handelingen politiek van aard zijn (en niet bestuurlijk of rechterlijk). Hoewel het misdrijf restrictief wordt geïnterpreteerd, en bijvoorbeeld niet geldt voor het aflezen van een herderlijk schrijven in de kerk, wordt het toch als een inbreuk beschouwd op de vrijheid van godsdienst en de vrijheid van meningsuiting zoals gewaarborgd door het EVRM.